# Mooresboro
Mooresboro és una població dels Estats Units a l'estat de Carolina del Nord. Segons el cens del 2000 tenia 314 habitants.

## Demografia
Segons el cens del 2000, Mooresboro tenia 314 habitants, 131 habitatges i 94 famílies. La densitat de població era de 68,9 habitants per km².
Dels 131 habitatges en un 33,6% hi vivien nens de menys de 18 anys, en un 51,1% hi vivien parelles casades, en un 16,8% dones solteres, i en un 28,2% no eren unitats familiars. En el 27,5% dels habitatges hi vivien persones soles el 9,9% de les quals corresponia a persones de 65 anys o més que vivien soles. El nombre mitjà de persones vivint en cada habitatge era de 2,4 i el nombre mitjà de persones que vivien en cada família era de 2,88.
Per edats la població es repartia de la següent manera: un 25,2% tenia menys de 18 anys, un 5,7% entre 18 i 24, un 30,9% entre 25 i 44, un 25,2% de 45 a 60 i un 13,1% 65 anys o més.
L'edat mediana era de 38 anys. Per cada 100 dones de 18 o més anys hi havia 91,1 homes.
La renda mediana per habitatge era de 33.125 $ i la renda mediana per família de 36.500 $. Els homes tenien una renda mediana de 29.219 $ mentre que les dones 27.083 $. La renda per capita de la població era de 19.791 $. Entorn del 8,5% de les famílies i el 13,7% de la població estaven per davall del llindar de pobresa.

## Poblacions més properes
El següent diagrama mostra les poblacions més properes.